# مودا سنتر
مودا سنتر (انگلیسی: Moda Center) یک سالن ورزشی سرپوشیده در پورتلند، اورگن، ایالات متحده آمریکا است.
این سالن که در سال ۱۹۹۵ تأسیس شده برای مسابقات بسکتبال، هاکی روی یخ و کنسرت‌های موسیقی مورد استفاده قرار می‌گیرد.

## نگارخانه

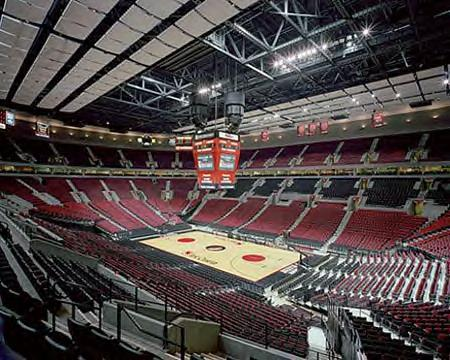
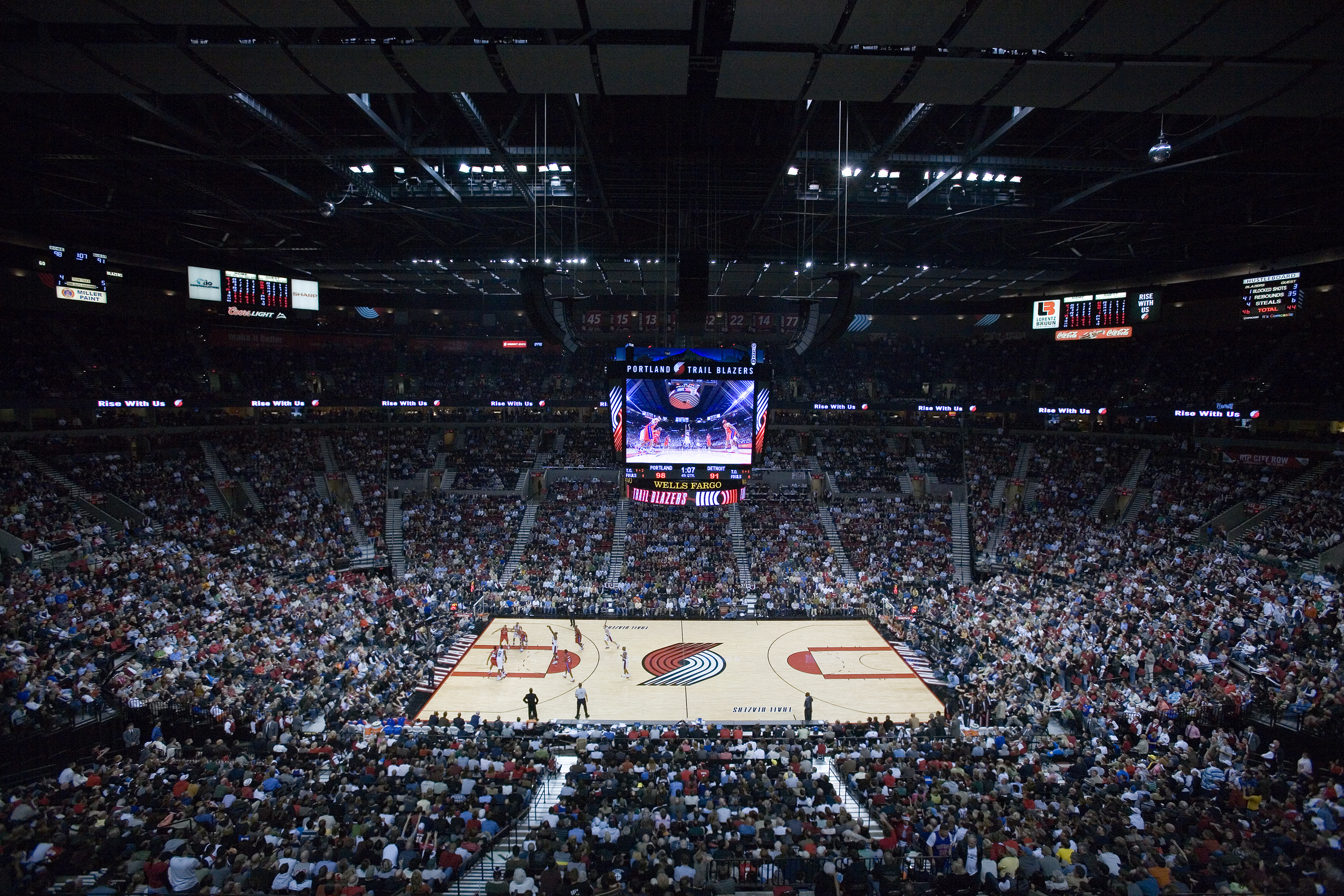
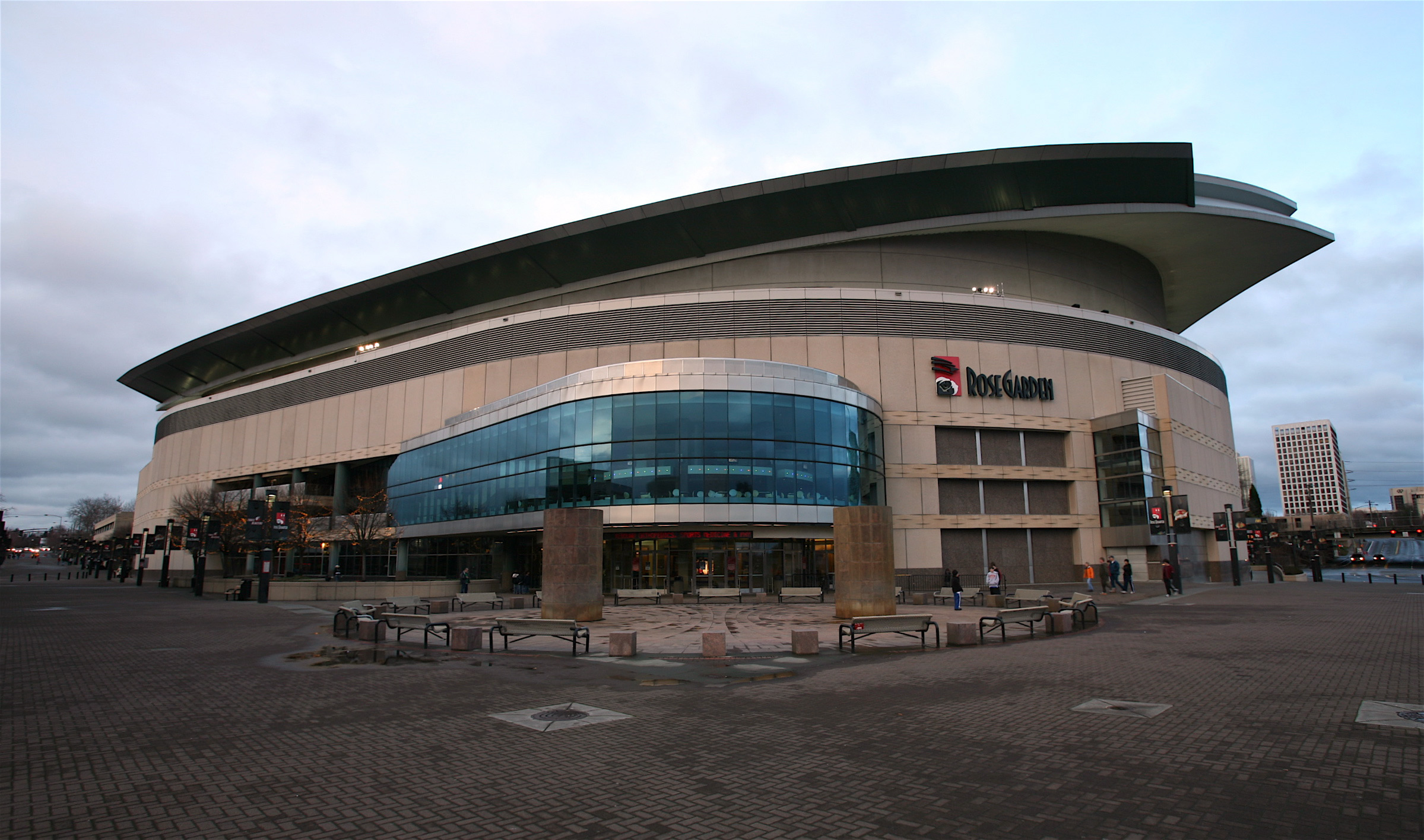
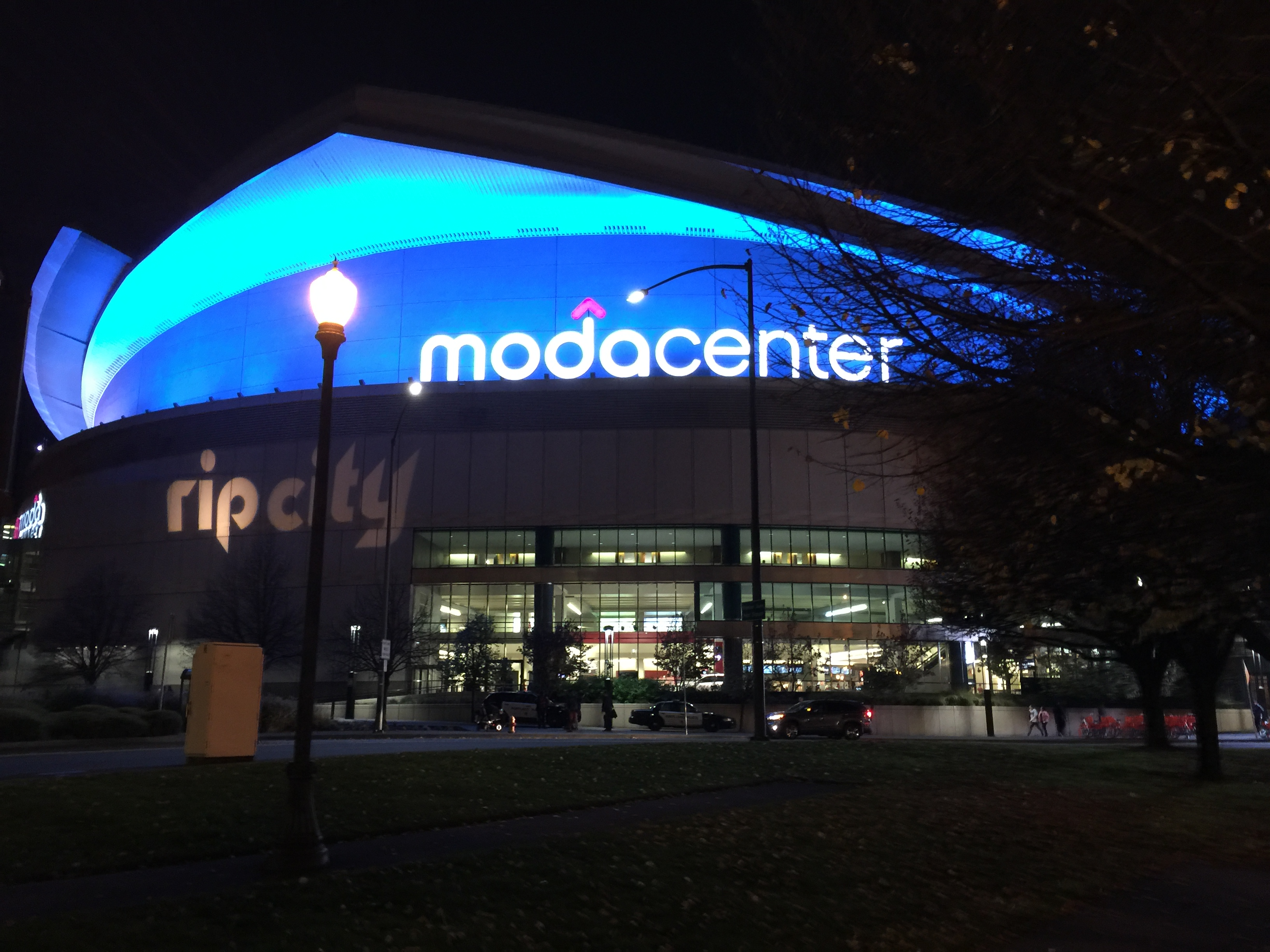